# Cuteco
Cuteco, jedna od nekadašnjih Varohío skupina koji su živjeli na zapadu meksičke države Chihuahua možda u dolini Chinipas. Spominje ih Orozco y Berra (u Geog. 58, 1864.)